# Jedlí
Jedlí (niem. Jedl) – gmina w Czechach, w powiecie Šumperk, w kraju ołomunieckim. Według danych z dnia 1 stycznia 2012 liczyła 686 mieszkańców.